# Хадсон (Индијана)
Хадсон (енгл. Hudson) град је у америчкој савезној држави Индијана.

## Демографија
По попису из 2010. године број становника је 518, што је 78 (-13,1%) становника мање него 2000. године.
| Група             | 2000.       | 2010.       |
| Белци             | 579 (97,1%) | 502 (96,9%) |
| Афроамериканци    | 0 (0,0%)    | 0 (0,0%)    |
| Азијати           | 1 (0,2%)    | 3 (0,6%)    |
| Хиспаноамериканци | 7 (1,2%)    | 10 (1,9%)   |
| Укупно            | 596         | 518         |